# Harold Knerr
Harold Hering Knerr, qui signait H. H. Knerr (1882-1949) est un auteur de bande dessinée américain surtout connu pour avoir animé le comic strip humoristique Pim, Pam et Poum de 1914 à 1949. Il avait auparavant conçu une série similaire, The Finehiemer Twins. En 1926, il ajoute une bande complémentaire à Pim, Pam et Poum, Les Durondib et leur chien Adolphe.